# ミシェル・アフラク
ミシェル・アフラク（アラビア語:قعفل ميشيل’Michel Aflaq、1910年 - 1989年6月23日）は、シリアの哲学者・社会学者で、アラブ・ナショナリストである。彼の考えは、バアス主義とその政治的活動の発展に重要な役割を果たした。彼は一部のバアス主義者によってバアス主義思想の創設者であると考えられている。彼は生涯の間に様々な書籍を執筆したが、「1つの運命のための戦い」(1958年） と「アラブ革命運動の歪曲に対する闘争」(1975年)が最も有名である。
シリアのダマスカスでの中流階級の家庭に生まれた。パリのソルボンヌ大学哲学部に進学したが、そこで彼の将来の政治活動の同志となるサラーフッディーン・アル＝ビータールに出会った。1932年にシリアに帰国し、共産主義者として政治的キャリアを始めた。共産党の活動家となったものの、シリア・レバノン共産党がフランスの植民地政策を支持しはじめた為、共産主義運動との関係を絶った。その後、1940年代後半にビータールと共に「アラブ復興運動」を創設した。この運動は成功し、さらに1947年にザキー・アル＝アルスーズィーのアラブ・バアス組織と統合して「アラブ・バアス党」となった。アフラクは執行委員に選ばれ、さらに「アミッド」(党指導者)となった。
アラブ・バアス党は、アクラム・アル＝ホーラーニーのアラブ社会党と合併し、 1953年にアラブ社会主義バアス党となった。1954年に再び党首に選出された。1950年代半ば-後半にかけて、アラブ連合共和国(UAR)を創設したエジプトのナセル大統領との関係を発展させた。
ナセルはアフラクに党を解散させたが、アフラクも仲間の同意のないままその指示に従った。アラブ連合共和国が瓦解してすぐ、バアス党民族指導部事務局長として再選した。その後はエジプトのナセル大統領との関係も冷却化した。1963年の3月8日革命後、党内での地位が弱体化し、1965年に党首辞任を余儀なくされた。さらにバアス党の分裂につながった1966年シリアクーデターで追放された。彼はレバノンに逃れたが、その後、イラクに移った。1968年、イラク派バアス党の事務局長に就任したが、実際は何の権限も与えられなかった。1989年6月23日に彼が死去するまで、そのポストに就いていた。
アフラクの社会、経済、政治に関する理論は総称してバアス主義と呼ばれる。バアス主義は「先進国となるためにアラブ世界は一つのアラブ国家に統合することが必要だ」という思想である。アフラクは資本主義と共産主義のどちらにも批判的であり、カール・マルクスの弁証法的唯物論を唯一の真実とする考え方に特に批判的であった。バアス主義は自由とアラブ社会主義に重きをおいており、アラブ社会主義はアラブの特性を持った社会主義であり、西欧諸国が定義した国際社会主義とは一線を画していた。アフラクは政教分離を支持した世俗主義者であったが、無神論には反対していた。キリスト教徒ではあったが、イスラム教を「アラブの才能」の証拠であると信じていた。1966年のバアス党分裂後、シリア派バアス党は、アフラクをアルスーズィーの思想を盗んだとして批難し、「泥棒」と呼ぶようになった。一方、アフラクを受け入れたイラク派バアス党はアルスーズィーはバアス思想に貢献したとは考えていない。

## 生い立ちと初期の経歴(1910-1939)
アフラクは、1910年にダマスカスのギリシャ正教徒の中流家庭で生まれ、フランス統治下のシリアで西洋式の学校で教育を受けた。1929年、哲学を勉強するためパリのソルボンヌ大学に留学した。滞在中、アンリ・ベルクソンの作品に影響を受け、また、彼の長年の同志となるサラーフッディーン・アル＝ビータールに知り合った。ソルボンヌ大学でアラブ学生連合を設立し、カール・マルクスの著作にも出会った。1932年にシリアに戻り、共産主義の活動家になったが、フランス共産党(FCP)に支持されているフランスのレオン・ブルム政権が、旧来の植民地政策を維持し始めた頃に、活動から離れた。アフラクやその仲間の活動家は、フランス共産党がフランス植民地の独立を支持すると信じていた。それ以降、アフラクは共産主義運動をソビエト連邦の道具として見なすようになった。 アントン・サーアデーのシリア社会民族党の組織とイデオロギーに感銘を受けた。

## アラブ・バアス運動(1940-1947)

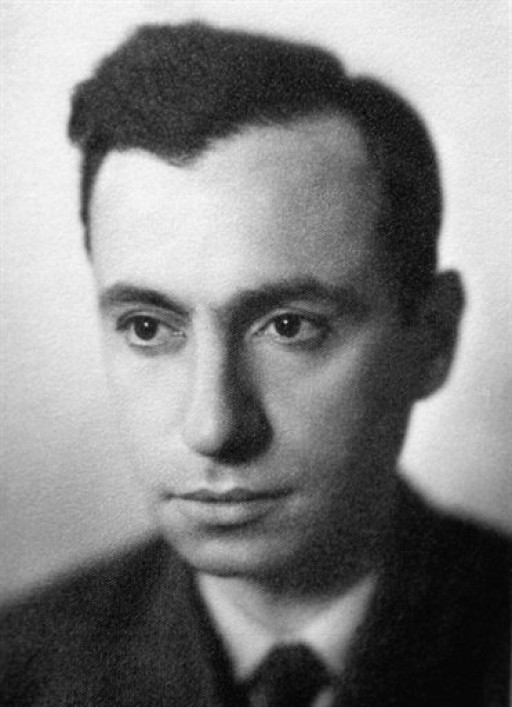
1930年代後半に撮影されたと思われるアフラク

シリアに帰国後、アフラクとビータールは”シリアで最も権威のある高等学校”とされていたタジュヒーズ・アル=ウラの教員となった。アフラクは歴史を教え、ビータールは数学と物理学を教えていた。1940年、アフラクとビータールは学生サークル設立に関わり、毎週金曜日に活動が行われた。その年、政党「アラブ復興運動」を設立した。1941年は空いた時間のほとんどを政党活動に費やした。1942年には、「演劇的小休止」を用いることができる「説得力ある話者」としての技術をみせた。当時はイラクの首相ラシッド・アリ・アル＝ガイラニがイギリス支配に反抗しており、中東地域を席巻した劇的な変革を示すため、アラブバアス運動に名称変更した。再興という単語をバアスという単語に置き換えたことは、アラブの復興はアラブ再生というイデオロギーに置き換ええられたということを意味する。
後にザキー・アル=アルスーズィーから党名を盗んだと避難されることに繋がった。両者はアラブ･ナショナリズムに基づく党の体制作りを行ったが、苦いライバル関係にあった。
1942年10月24日に アフラクとビータールは、政治闘争に完全に専念することを決め、教員を辞職した
。1941年にイラク救援シリア委員会を設立し、イギリス･イラク戦争中英国の侵攻に抵抗していた、ガイラニ率いるイラク政府を支援した。別のバアス運動を率いたアルスーズィーは新しい委員会に懐疑的であり、どちらにしてもイラクを失うだろうという理由から支援には反対した。1941年、「アラブ再興運動」の名前で文書を発行し始めた。その後、1945年にアフラクとビータールは、政党資格認定をフランス植民地当局に申請した。アフラクらのアラブバアス運動は、アルスーズィーのアラブ ・バアス運動と合併して、1947年にアラブバアス党を結成するまで公式政党とはならなかった。1940年代にアフラクとビータール側がアルスーズィー側の活動家を引き入れていったが、アルスーズィーは不信感から人目を避け始めた。二つのバアス運動が合併する際、唯一の課題は社会主義的な政策をどれほど取り入れるかであった。ワヒーブ・アル= ガニームとジャラール・アッ=サイイドは、アフラクらにより急進的な社会主義政策を取り入れることを求めた。

## 初期の政治キャリアとアラブ連合共和国(1947年-1963年)

### 結党と初期の活動
アラブバアス党の最初の大会は1947年にダマスカスで開催された。アフラクは｢アミド｣('長老'、または'リーダー'と訳せる)として卓越した地位を得た上に、4人から構成される執行委員会に選出され、大会で採択された綱領の下で、指導者としての確固たる地位を確立した。ビータールが民族指導部事務局長に選出された一方で、もう一つのアラブバアス運動のアルスーズィーは役職も党員資格も与えられなかった。アフラクはアミドとしてイデオロギー担当を務め、ビータールが党の日常的管理を担当した。合併問題が証明するように数名の旧アルスーズィー派のメンバーはより左傾化し、後にアフラクに批判的になっていった。。
1940年代、アフラクとビータールはバアス主義思想に関する講演を無償で行ない、1948年、日刊紙｢アル=バアス｣(再生)を創刊した。アフラクは、第一次中東戦争中に、シリアの早期敗退を受けてシュクリー・アル＝クーワトリー政権へのデモを数回実施した。彼はクーワトリーを、地主で腐敗した資本主義者の政治家とし、シリア敗北の責任があると避難した。クーワトリーに辞任を迫り、｢アル=バアス｣の記事においてもクーワトリー大統領とジャミール・マルダム・ベイ首相を批判した。その後、アフラクはクーワトリー政権によって逮捕された。結局、クーワトリー政権は軍将校フスニー・アル＝ザイームのクーデターで打倒された。ザイーム政権は、シリアは自由民主国家になる準備が出来ていないとして、全ての政党を禁止した。アフラクは一旦は、釈放されていたがザイーム政権にも再逮捕され、悪名高いメゼフ刑務所に送られた。しかし、ザイーム政権は短命で1949年8月に倒され、民主的な選挙で選ばれたハーシム・アル＝アターシーが大統領に就任した。アターシーは挙国一致政権を志向し、アフラクも教育大臣に任命された。12月まで務めたが、彼が唯一得た政府ポストとなった。アターシー政権も長くは続かず、1951年にアディーブ・アル＝シーシャクリーのクーデターにより政権を奪われた。
アフラクは当初、シーシャクリー政権とはアラブ・ナショナリストの価値観を共有しており、協力していけると信じていた。しかし、その分析は間違いであり、シーシャクリー政権はバアス党を含む全ての政党を禁止した。政府からの弾圧を逃れるため、バアス党指導部はレバノンに退避した。レバノンにおいて、ホーラーニー率いるアラブ社会党と合併し、1953年にアラブ社会主義バアス党となった。新生バアス党はシーシャクリー政権への反対勢力の中心となり、他の反政府勢力と協力し、1954年2月にシーシャクリー政権を打倒した。

### 権力政治 1954年-1963年

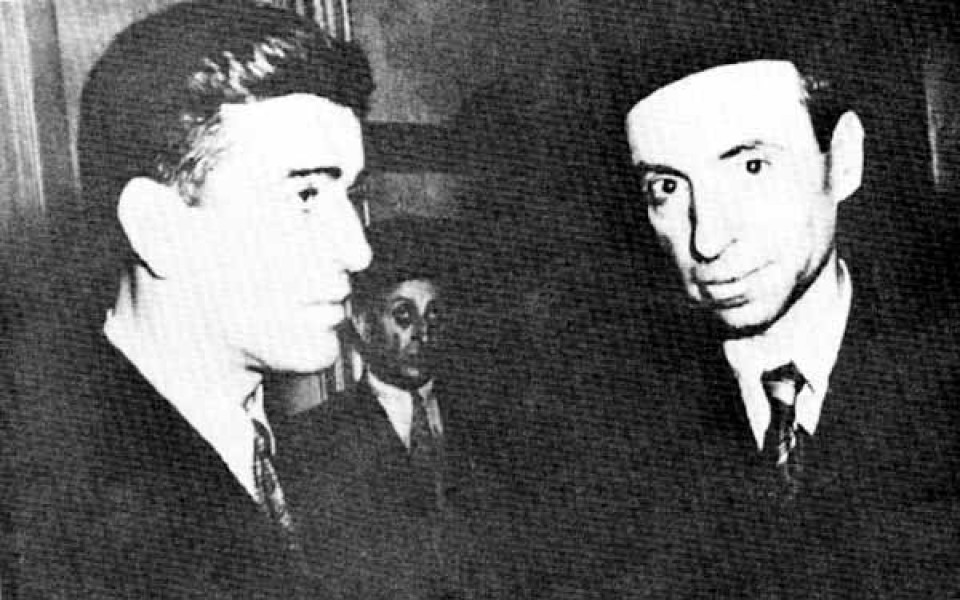
アフラク(右)とホーラーニー(左)(1957年)

シーシャクリー政権打倒後、シリア初の民主的議会選挙が実施された。アフラク、ビータール、ホーラーニー率いるバアス党は、16～22議席を得た。この影響力の増大はホーラーニーに依るところが大きく、旧アラブ社会党の支持者がバアス党に投票したからである。この頃から、アフラクは権力を失いつつあり、ホーラーニー派が多数派となった。その証拠に、アフラクの反対にもかかわらず、シリア共産党との共闘が決定されたことが挙げられる。第2回党大会においては、アフラクは新しい民族指導部の事務総長となり、党首に相当する地位は確保した。
1958年、シリアはエジプトとアラブ連合共和国を結成したが、指導者であるエジプトのナセル大統領によって、アフラクは党の解散を余儀なくされた。アフラクは党大会で話し合うのではなく、自らの手で解党した。バアス運動はナセル政権によって脇に追いやられることになった。ほんの一握りの元バアス党員だけがアラブ連合共和国の公職を得ることができ、ホーラーニーは副大統領となり、ビータールはアラブ統合の総務担当、後に文化国家指導大臣となった。一部の若手活動家は、党大会の決定無しで解党を決めたアフラクに責任があると考え、アフラクへの非難の声が高まった。結局、ハーフィズ・アル＝アサドとサラーフ・ジャディードらが、党の全滅を防ぐために軍事委員会を立ち上げた。 1959年の第3回党大会ではアフラクの解党決定が支持されていたが、1960年の党大会では、ジャディードが当時知られていなかった軍事委員会の代表として参加し、決定を覆して党の再建を要求した。大会では、アラブ連合共和国の民主化によってナセルとの関係改善を決定した。また、ホーラーニー派はシリアの離脱を要求した。 1961年にアラブ連合共和国の解消が決まった際には、ビータールを含むメンバーの一部は拍手を送った。
1961年の選挙では20議席を確保した。1962年、ホムスで第5回党大会が開催されたが、4年ぶりにアフラクが主催した。ホーラーニーは招待されず、アフラクに反抗的な活動を行う者、アラブ連合共和国時代にナセル主義者に転じた者なども招かれなかった。アフラクは民族指導部事務総長に再選され、シリア地域のバアス組織の再建を命じた。党大会中に、アフラクと軍事委員会は、ムハンマド･ウムランを通じて、初めてコンタクトを取った。軍事委員会はクーデターの許可を求め、アフラクはそれを支援した。バアス党イラク地域指導部が1963年2月にラマダーン革命を成功させたことを受け、軍事委員会はナーズィム・アル＝クドゥシー大統領に対するクーデターを急いで準備した。1963年に軍事クーデターである3月8日革命を成功させ、シリアにおいてバアス党政権が打ち立てられた。クーデター指導者達の最初の命令は、革命指導国民評議会(NCRC)の設置であり、バアス党員とナセル主義者によって構成されたが、初めから市民ではなく、軍人主導であった。

## 闘争 1963年-1968年

### 初期 1963年-1964年

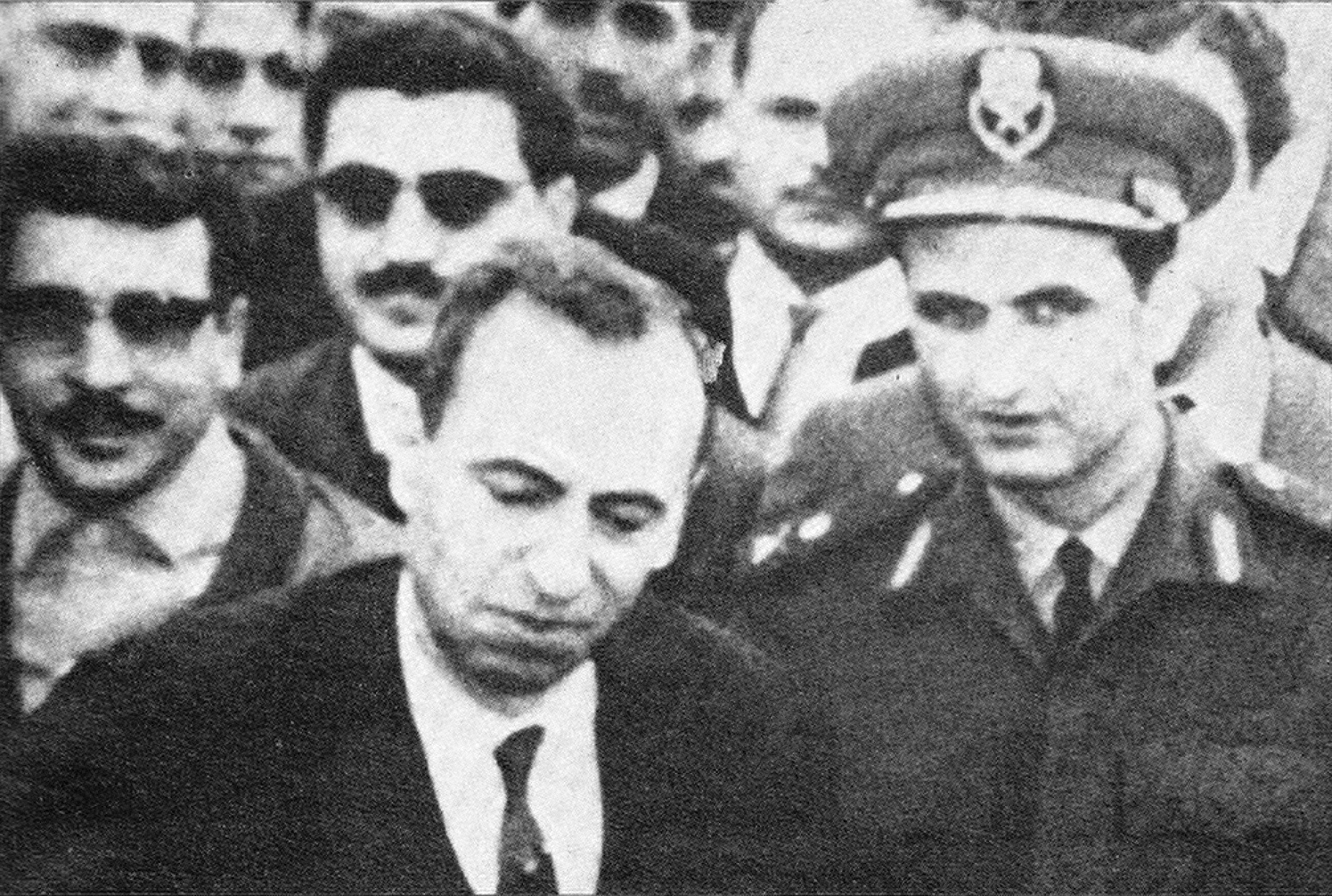
3月8日革命による政権奪取直後のアフラクとジャディード(1963年)

バアス党とナセル主義者の関係は悪化していた。バアス党がイラクとシリアで政権に就いたことで、ナセルのアラブのリーダーとしての資格を弱めることになった。ナセルはバアス党への辛辣なプロパガンダ攻撃をはじめた。アフラクは、ナセルによって、｢ローマ皇帝の傀儡｣や「キプロス人のキリスト教徒」などと喧伝された。アフラクは怒りをみせ、反ナセル主義者となった。その結果、ナセルとの関係修復を目指すビータールと仲間割れすることになった。
ナセルとの対立は、バアス党の旧来の指導者層を弱体化させ、軍事委員会に拡大の余地を持たせた。軍事委員会は理論的指導を模索するため、かつてのようにアフラクのもとへ向かうことはせず、ハムード・アッ=シューフィー率いるマルクス主義派と連絡を取った。バアス党シリア地域大会では、軍事委員会はアフラクや旧来の指導者の穏健な社会経済政策に反対し、指導者層と対等な地位にあることを証明した。特にアフラクについては、古い世代で脆弱になっており、指導者の地位から外すべきだと考えていた。1963年10月に第6回党大会が開催され、アフラクは、かろうじて事務総長の地位は維持したが、シューフィーとアリ・サリーフ・アッ=サディ率いるマルクス主義勢力が最大勢力となった。また、アフラクの同期は役職を得られず、例えば、ビータールは民族指導部の席を失った。古くからの市民中心の指導層に代わり、軍人中心の指導層が徐々に成長していった。シリアからはジャディードとアミーン・アル＝ハーフィズ、イラクからはアフマド・ハサン・アル＝バクルとサーリフ・マフディー・アンマーシュが、民族指導部に選ばれた。軍事委員会は市民指導者に取って代わりつつあったが、それに対する批判にも敏感であり、プロパガンダパンフレットには社会主義の再建が成し遂げられたならば、市民と軍人の共生が重要であると書いた。
当時外部からは、バアス運動はシリアとイラク両国で成功しているかのように映っていたが、イラク・バアス党は既に権力を失いつつあった。ナセル主義者のアブドッサラーム・アーリフ大統領や軍と対立が起き、1963年11月イラククーデターでイラク・バアス党は政権から追放された。

### 分裂 1964年-1965年
軍事委員会と決別した元委員ウムランが、アフラクに、委員会の市民指導層を追放しバアス党を支配するという極秘計画を暴露した。直後に、ウムランはアフラク派支援のため、スペインに大使という形で逃れた。アフラクはこの脅威に対し、民族指導部に地域指導部を解散することを要求した。しかし、党員の大多数の反対を受けて、要求の撤回を余儀なくされた。また、党の規律を強化し、彼らを規制した。軍事委員会はさらにこれに対抗し、地域主義者を自称する反アフラク派市民を断固として支援した。
1965年3月、バアス党シリア支部地域党大会が行なわれ、民族指導部から地域指導部への権力移譲が行なわれた。それ以降、地域指導部がシリアの事実上の最高権力組織となった。地域書記長が、首相、内閣、軍司令官を指名する権限を持った。アフラクは第8回党大会を開いて対決を図るも、何の成果ももたらさなかった。しかし、レバノンやサウジ選出の一部の民族指導部メンバーが、軍事委員会を抑えすぎると逆に党全体を支配下に置こうとし、イラクと同様の事態になるのではないかと、忠告した。このアドバイスを受け、アフラクは沈黙を保った。しかし、驚いたことに沈黙があだとなって、事務総長の地位を失い、シリア系レバノン人のムニーフ･アッ=ラッザーズが継承した。しかし、2つの陣営は予期せぬ形で入れ替わった。ハーフィズ大統領がアフラク派に転じた。ハーフィズが加わったことで、アフラク派は再興され、ビータールやウムランがスペインから戻り、新政府に加わった。

### 没落 1966年-1968年
新事務総長となったラッザーズもアフラク派であった。ハーフィズ大統領の加入を受けて、民族指導部はバアス党の法律上の統治部門であるとされた。ビータールが首相、ウムランが国防大臣、マンスール・アル=アトラシュが革命指導国民評議会議長となり、ハーフィズは大統領職を保持した。軍事委員会のジャディードはウムラン派を逮捕することで反撃したが、ウムランもジャディード派の将校を解任することでそれに答えた。しかし、1966年2月23日、ジャディードとアサドが1966年シリアクーデターを起こし、ハーフィズ政権を打倒して、バアス党を掌握した。アフラクはシリアから逃れ、祖国に帰ることはなかった。
アフラクの失脚は、バアス党の分裂を招き、党組織はシリア派とイラク派の2つに分裂した。シリア派バアス党はジャディードとアサドを中心とし、1940年代に別のバアス運動を率いていたアルスーズィーをバアス党思想の父として奉じた。一方のイラク派バアス党はバクルとサッダーム・フセインを中心とし、これまで通りにアフラクをバアス思想創始者として扱った。クーデター直後の第9回党大会でアフラク派は追放され、イラク代表団はシリアのバアス党と決別した。一方のイラク・バアス党は同月にベイルートで、「真の」第9回党大会を開催し、アフラクを民族指導部事務総長に選出した。その際、長年の同志のビータールは離党を宣言し、バアス運動から完全に手を引くことになった。

## イラク派バアス党での活動1968-1989

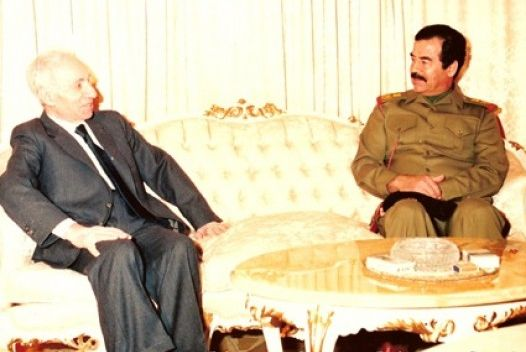
当時のイラク大統領フセインと話すアフラク(1988年)

アフラクは第9回党大会後、バグダードに移った。1970年まで滞在したが、ヨルダン内戦でヨルダン政府とパレスチナ解放機構(PLO)の戦闘が勃発した後、イラク政府によるPLO支援が不十分であると非難した。アフラクはイラク政府に内戦への介入を望んだが、バクルは介入を拒否した。その結果、アフラクは抗議のためにレバノンに戻った。 また、1971年にはシリア政府がアフラクに欠席裁判で死刑判決を出した。4年後の1974年にイラクに帰還したが、イラク政治への介入は控えるようになった。イラクに移住後、幾つかの書籍を出版した。最も有名な著作は1975年に出された｢アラブ革命運動の歪曲に対する闘争｣である。また、1979年に就任したフセイン大統領を助けることもあった。イラン・イラク戦争時、イラン政府は、アフラクを”キリスト教徒の異端者”とし、フセインがキリスト教徒の影響下にあると非難した。実際のところ、イラクでのアフラクはバアス運動創始者としてのあらゆる名誉を与えられていたが、政策決定においてはほとんど無視されていた。

### 死去
1989年6月23日、パリで心臓手術を受けた後、そのまま死去した。当時のフセイン大統領によって、アフラクは死の直前にイスラム教に改宗した、と発表された。しかし、西側外交官の話として、アフラクの遺族が否定しているという情報も出された。たとえそうであっても、アフラクの葬儀はイスラム教式であった。フセインの命令によって建てられた立派な墓は、2003年のイラク戦争後に、グリーン･ゾーン駐留軍のための兵舎として使われた。アフラクの遺族によると、墓はイラク侵攻時にかなりの損傷を受けた。

## 思想

### ｢統一、自由、社会主義｣
アラブ社会主義バアス党のスローガン｢統一、自由、社会主義｣は、アフラクのバアス主義思想の主要な信条である。統一の意味は、アラブ人が一つの「アラブ国家」のもとに統合することである。アフラクはアラブ国家の形成が、直接アラブの発展に結びつくと考えていた。つまり、アラブ国家の形成が、アラブ・バアス(再生)を主導するということである。統合されない限りはアラブ諸国は減退する一方で、その国々は｢封建制、セクト主義、分離主義、反動主義｣という病気を抱え込んでいるという主張をした。アフラクは、アラブを治療する唯一の方法は革命運動であるとした。アフラクは、マルクス主義の影響を受けており、アラブ国家の形成にも前衛党が必要であると考えていた。
自由もバアス主義の要素の一つだが、自由民主主義の意味としては使っていなかった。アフラクは思想の多元主義を強く支持していたが、逆説的にではあるが、投票における多元主義は認めていなかった。理論上、バアス党は、移行期間中は人々に相談せずに統治を行うとしていた。なぜなら、党が正しいことを知っているとしていたからである。
社会主義であるが、これも西欧の社会主義とは違う、アラブ社会主義を掲げていた。アラブ社会主義は彼が作った造語で、社会主義の変異体とした。アフラクは社会主義はムハンマド時代のアラブ社会に原型があったとする。アラブ社会のポイントは、国家介入の強弱や経済的平等ではなく、アラブ人を抑圧と奴隷化から守り、徐々に自立した個人を作り出すことであった。
アフラクは、マルクス主義の弁証法的唯物論に批判的であった。アフラクは共産主義と資本主義のどちらにも批判的だったが、冷戦下で2つの陣営が均衡した状態にあるのが、権力の分立が成り立つので望ましいと考えていた。

### イスラム教の役割
アフラクがイスラム教の中に見出したのは、革命運動であった。他の国籍とは違い、アラブの誕生と拡大は、宗教的なメッセージに起因する、と考えたアフラクは、アラブの精神性はイスラム教に繋がり、イスラム教を排してアラブを論じることは出来ないと信じていた。アラブ･ナショナリズムは精神的革命運動で、ムハンマドのイスラム運動に次ぐ、アラブ世界第2の革命運動であるとした。アラブの全ての宗教コミュニティは、イスラム教の精神性を尊重すべきであると考えており、アフラク自身はイスラム教を敬うキリスト教徒だった。ムハンマドについては必ずしも崇拝をする必要はないが、全てのアラブ人がムハンマドを見習うように努力すべきであると信じていた。アフラクは、ムハンマド時代はムスリムとアラブは同義語であったとする。イエス・キリストは宗教指導者であったが、政治指導者ではなかった。しかし、ムハンマドはその両方であり、イスラム教の指導者でもありアラブ世界初の指導者ともいえると主張した。
しかし、アフラクが注目したのはイスラムの精神性であって、イスラム教は国や社会に「強制されるべきではない」と強調していた。アフラクは、無神論に反対していたが、原理主義にも否定的で、｢浅はかな虚偽の信仰｣と表現した。バアス主義のイデオロギーによれば、全ての宗教は対等とされた。アフラクは反無神論的なスタンスではあったが、世俗国家を強く支持していた。そして、「バアス主義国家は、宗教に変わって、アラブナショナリズムと倫理と自由を基盤とした国家を目指す」と主張していた。